# Virregnat del Perú
El virregnat del Perú fou el territori d'administració colonial espanyola que comprenia bona part de l'Amèrica del Sud. Fou creat el 20 de novembre de 1542 i la seva capital fou Lima. Es va dissoldre el 9 de desembre de 1824.

## Història
Va ser creat com a autoritat regional per a l'administració d'Amèrica per la corona espanyola, quan ocupava el tron Carles I, per Reial Cèdula firmada a Barcelona el 20 de novembre de 1542, sent el seu primer virrei Blasco Núñez Vela, nomenat per Reial Cèdula de l'1 de març de 1543. La capital es va establir a la nova ciutat de Lima. Tanmateix no va poder exercir l'autoritat reial a causa de la subsegüent Guerra civil entre els conquistadors del Perú entre els Germans Pizarro i els almagristes el 1537 que va concloure amb la victòria dels Pizarro a la batalla de Las Salinas, l'abril del 1538 i l'execució d'Almagro. Francisco Pizarro, governador del Perú fou assassinat pel seu fill Diego de Almagro el Mozo el 1541. En la lluita que va seguir, Cristóbal Vaca de Castro va derrotar els almagristes a la batalla de Chupas i més tard va ser empresonat per Blasco Núñez Vela, nou virrei.
L'aplicació de les Lleis d'Indies, que prohibien el sistema de l'encomienda i l'esclavitud dels indígenes va provocar l'oposició hostil de Pizarro ja que allò significa que ja no podran utilitzar els indígenes com esclaus. Gonzalo Pizarro i Francisco Carvajal recluten un exèrcit de partidaris amb la intenció de suprimir aquestes lleis i a la batalla d'Añaquito en gener de 1546 les forces reialistes van ser derrotades i Núñez Vela decapitat, consolidant-se el poder de Gonzalo Pizarro al Perú. Tanmateix, el suport per a Gonzalo disminueix quan el nou representant del rei, Pedro de la Gasca, arriba proposant abrogar aquestes noves lleis. La major part de l'exèrcit de Gonzalo deserta just abans de la batalla la més important que hauria determinat el destí de la conquesta i no tenint ja cap suport de l'exèrcit, Gonzalo es rendeix i serà decapitat el 1548. En 1553 Francisco Hernández Girón va encapçalar una rebel·lió i fou derrotat pel nou virrei Melchor Bravo de Saravia el 7 de desembre de 1554 a la batalla de Pucará i executat a Lima.
A Blasco Núñez Vela, el van seguir 39 virreis que van governar el virregnat entre 1544 i 1824. La primera proclamació d'independència es va produir a Quito el 1809. El segle xix, a mesura que diferents territoris ubicats dins de l'espai del virregnat del Perú, aquest virregnat va entrar en decadència i després va desaparèixer en consolidar-se la independència de tots els països. El virregnat del Perú acaba oficialment amb la rendició del virrei José de la Serna davant de les forces d'Antonio José de Sucre després de la batalla d'Ayacucho (1824).

## Divisió administrativa
El virregnat del Perú inicialment va arribar a incloure des de l'istme de Panamà fins a l'extrem el sud de Sud-amèrica, vorejant principalment l'oceà Pacífic i també part de l'oceà Atlàntic. La seva extensió geogràfica va superar els límits de l'Imperi Inca. Posteriorment, els Borbons com a part de les seves reformes, van crear el Virregnat de Nova Granada (1717-1723 i 1739-1810) i el Virregnat del Riu de la Plata (1776-1814), donada la dificultat d'administrar una àrea geogràfica tan gran.
El Virregnat estava dividit en Reials Audiències, governades per un President; comprenia originalment les següents (any de creació):
- Reial Audiència de Panamà (1538)
- Reial Audiència de Lima (1543)
- Reial Audiència de Bogotà (1548)
- Reial Audiència de Charcas (1559)
- Reial Audiència de Quito (1563)
- Reial Audiència de Santiago (1563-1573, definitivament el 1606)
- Reial Audiència de Buenos Aires (1661-1672, definitivament el 1776)
- Reial Audiència de Caracas (1786)
- Reial Audiència de Cuzco (1787)

Amb la creació del virregnat de Nova Granada va perdre les Audiències de Panamá, Santa Fe de Bogotá i Caracas; i amb la del Río de la Plata va perdre l'audiència de Buenos Aires. Posteriorment, en la reorganització del 1783, com a part de les reformes borbòniques, es creen les intendències de: Arequipa (1784), Puno (1783), Cuzco (1784), Huamanga (1784), Huancavelica (1784), Lima (1783), Tarma (1784) i Trujillo (1784) al Perú i de Santiago (1786) i Concepción (1786) a Xile.
El reconeixement per part d'Espanya de la independència de la República del Perú, aconseguida de facto després de la batalla d'Ayacucho del 1824 es va produir amb el Tractat de París el 14 d'agost de 1879.